# Kőhídgyarmat
Kőhídgyarmat (szlovákul Kamenný Most, korábban Kamenné Ďarmoty) község Szlovákiában, a Nyitrai kerületben, az Érsekújvári járásban.

## Fekvése
Párkánytól 7 km-re északnyugatra, a Garam jobb partján fekszik.

## Nevének eredete
Nevét a honfoglaló Gyarmat törzsről és az itt már a középkorban a Garamon átívelő kőhídról kapta, ahol az esztergomi érsek hídvámot szedetett.

## Élővilága
A falu határában található a Páris-patak. A korábbi időszakban volt gólyafészek a faluban, de mára az elpusztult.

## Története
A község területén már a bronzkorban éltek emberek. Hallstatt kori települést és latén kori hamvasztásos sírokat is találtak. A római korban is fontos védelmi rendszer húzódott itt. Ezt bizonyítja az a római sánc, mely innen Kéménd irányába húzódik.
A mai települést 1271-ben "Gormoth" néven említik először, de már a 12. században létezett. Az esztergomi érsek birtokolta, ahol a Garam folyó hídján már ekkor vámot szedtek, az érsekségnek sóraktárai is voltak a faluban. 1282-ben Patacson a meglévő mellett újabb malmot építtettek. 1295-ben és 1311-ben is kifosztották a települést. A 14. században a gróf Cseszneky család tulajdonában találjuk. A falu stratégiai fontossága miatt a török támadások állandó célpontja volt. 1625-ben a falu melletti réten kötöttek békét a császár és a szultán követei.
A 17. században majdnem teljesen elnéptelenedett. 1715-ben szőlőskertje, 3 malma és 28 háza létezett. 1720-ban leégett. 1755-ben 600-an lakták. 1787-ben 108 házában 620 lakos élt. 1828-ban 103 háza és 773 lakosa volt, akik főként mezőgazdasággal foglalkoztak. 1849-ben összecsapások voltak itt a császári erők és a honvédcsapatok között.
Vályi András szerint "Kőhid Gyarmat. Magyar falu Esztergom Vármegyében, földes Ura az Esztergomi Káptalanbéli Uraság, lakosai katolikusok, fekszik Esztergomtól, két óránnyira, Nána, Libad, és Keménd faluknak szomszédságjokban, hajdan eleget szenyvedett Rákótzi, és más hazai zendűlések idejekkor. Határbéli földgye kies, és jó, legelője elég, fája mind a’ két féle, szőlei számosak, és jó néműek, eladásra módgya a’ Dunán, és Esztergomban, fogyatkozása, hogy néha Garam vize réttyeit mossa, mind az által, első Osztálybéli."
Fényes Elek szerint "Kőhid-Gyarmat, magy. falu, Esztergom-, az uj rendezés szerint Komárom vmegyében, a Garan mellett, Esztergomhoz éjszakra 1, ut. p. Kéméndhez 1/4 mfld távolságra: 891 kath. lak., paroch. templommal. Róna határa első osztálybeli s igen termékeny; a lakosok birnak 874 1/2 hold első, 45 h. második osztálybeli szántóföldet, 494 h. rétet, 611 3/4 kapa szőlőt; jó legelője és erdeje is van. Birja az esztergomi káptalan."  Archiválva 2007. szeptember 27-i dátummal a Wayback Machine-ben
A trianoni békeszerződésig Esztergom vármegye Párkányi járásához tartozott. 1938 és 1945 között újra Magyarország része. A világháborús harcokban a falu 90%-a elpusztult.

## Népessége
| Év:            | 1994. | 2004.   | 2014.   | 2024.   |
| -------------- | ----- | ------- | ------- | ------- |
| Emberek száma: | 1068  | 1044    | 1047    | 1032    |
| Eltérés:       |       | -2,24 % | +0,28 % | -1,43 % |

| Év:            | 2023. | 2024.   |
| -------------- | ----- | ------- |
| Emberek száma: | 1036  | 1032    |
| Eltérés:       |       | -0,38 % |

1910-ben 1410, túlnyomórészt magyar anyanyelvű lakosa volt.
2001-ben 1034 lakosából 931 magyar és 91 szlovák volt.
2011-ben 1034 lakosából 875 magyar, 121 szlovák és 27 ismeretlen nemzetiségű.
2021-ben 1060 lakosából 842 (+15) magyar, 149 (+18) szlovák, 3 cigány, 4 egyéb és 62 ismeretlen nemzetiségű volt.

## Neves személyek
- Itt szolgált Burián László (1922-2014) katolikus pap.
- Itt szolgált Juhász Béla[8] zsemléri jegyző,[9] kőhídgyarmati kántortanító[10] és alapító tűzoltóparancsnok, az esztergomvidéki tanító–egylet választmányi tagja,[11] a Magyar Gazdaszövetség tagja.[12]
- Itt szolgált Zalka János (1820-1901) győri püspök.
- Itt szolgált Prenner Béla (1894-1983) plébános, szentszéki bíró.

## Nevezetességei

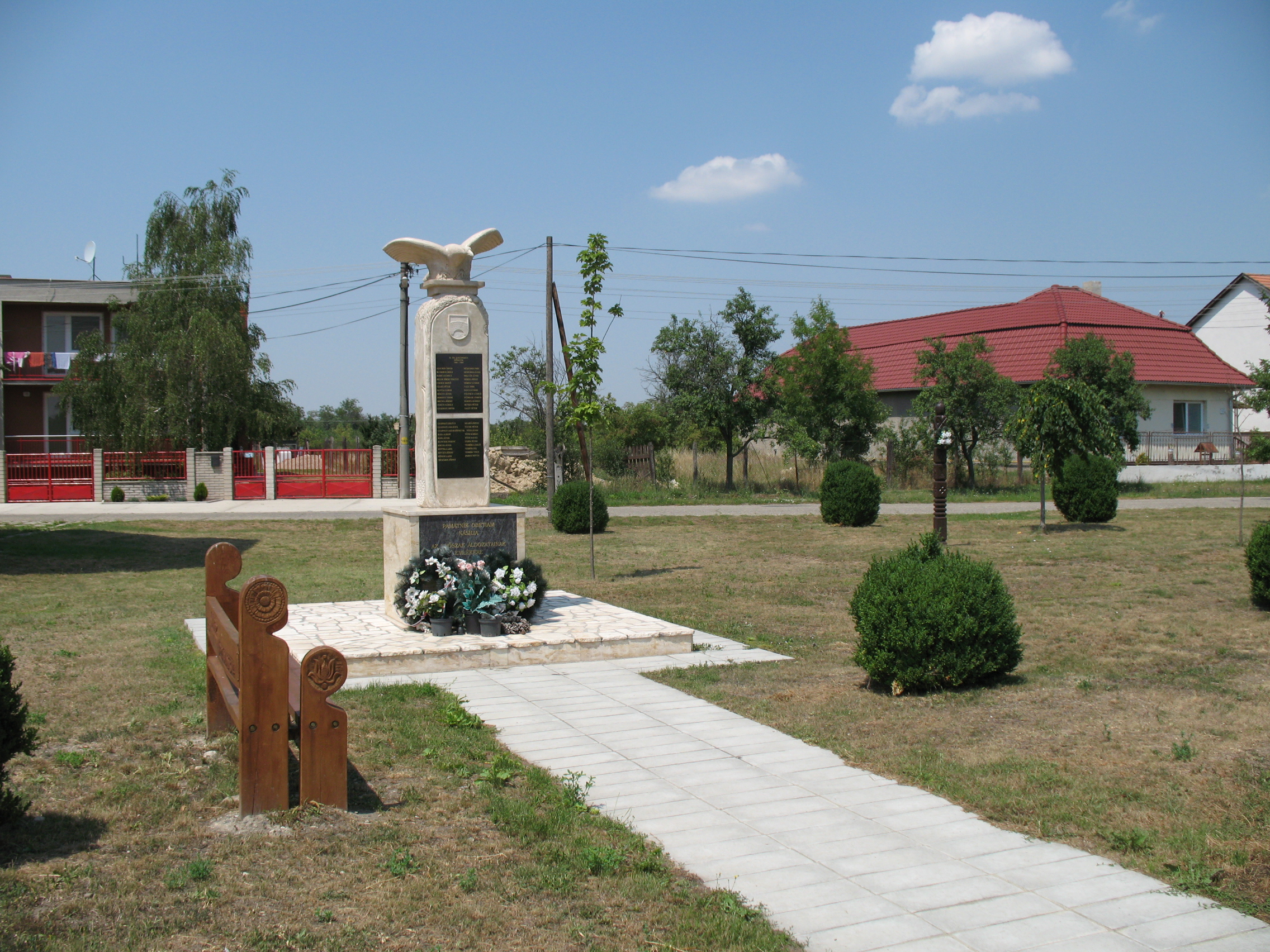
Az erőszak áldozatainak emlékműve
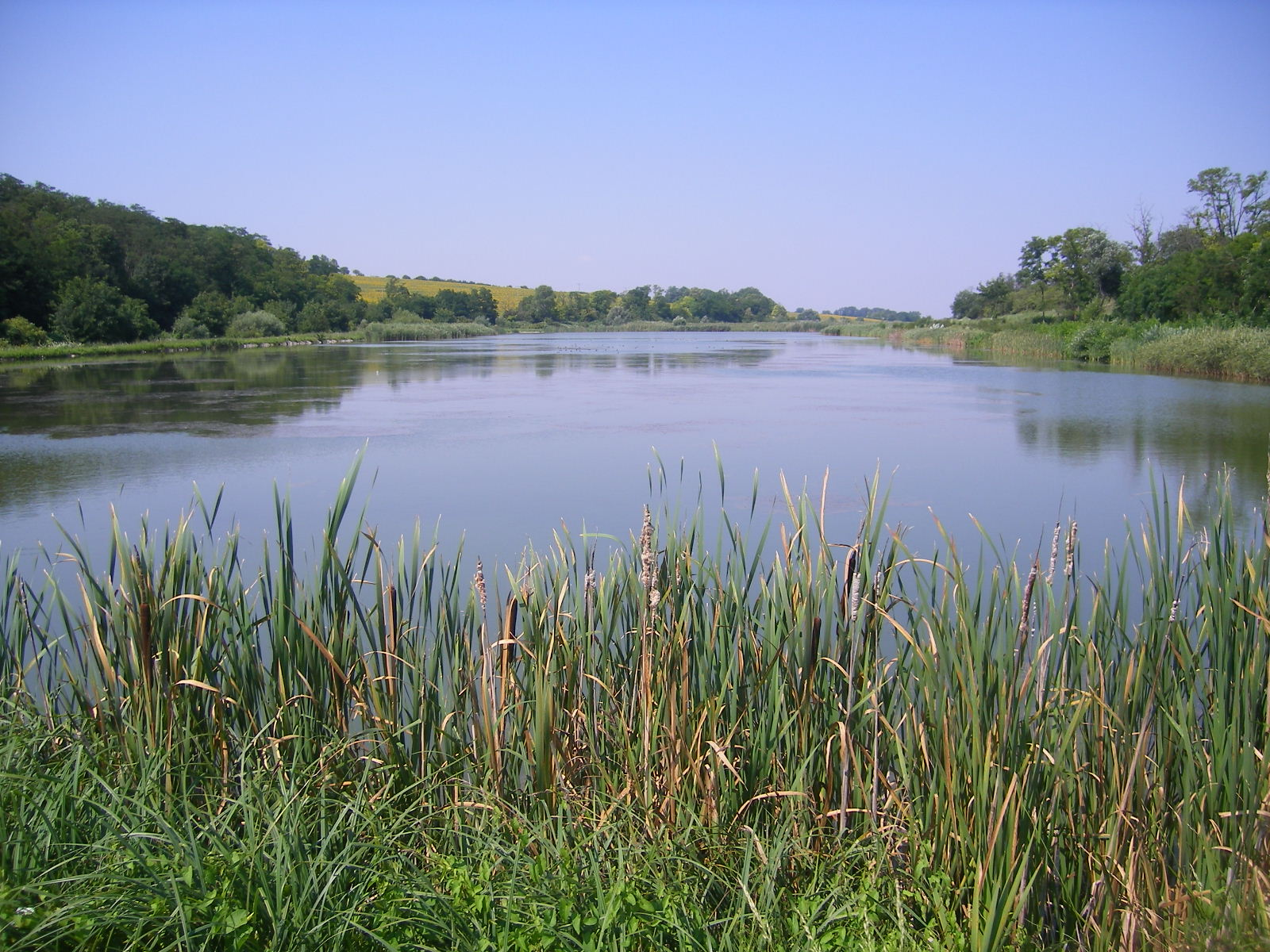
Víztározó gátrendszer a Párisi patakon

- Az ősrégi Mihály arkangyal-templom romjainak felhasználásával 1742-46-ban az esztergomi káptalan barokk stílusjegyeket hordozó, boltíves kiképzésű új templomot építtetett. Frivaisz Mihály címzetes püspök szentelte fel 1748. május 24-én Szent Móric vértanú tiszteletére. Oltárképei Jakobey Károly alkotásai (1874).
- Tisztások Természetvédelmi Terület.
- Rovásírásos helységnévtábláját 2013. március 16-án szentelték fel a templomkertben.

## Képtár

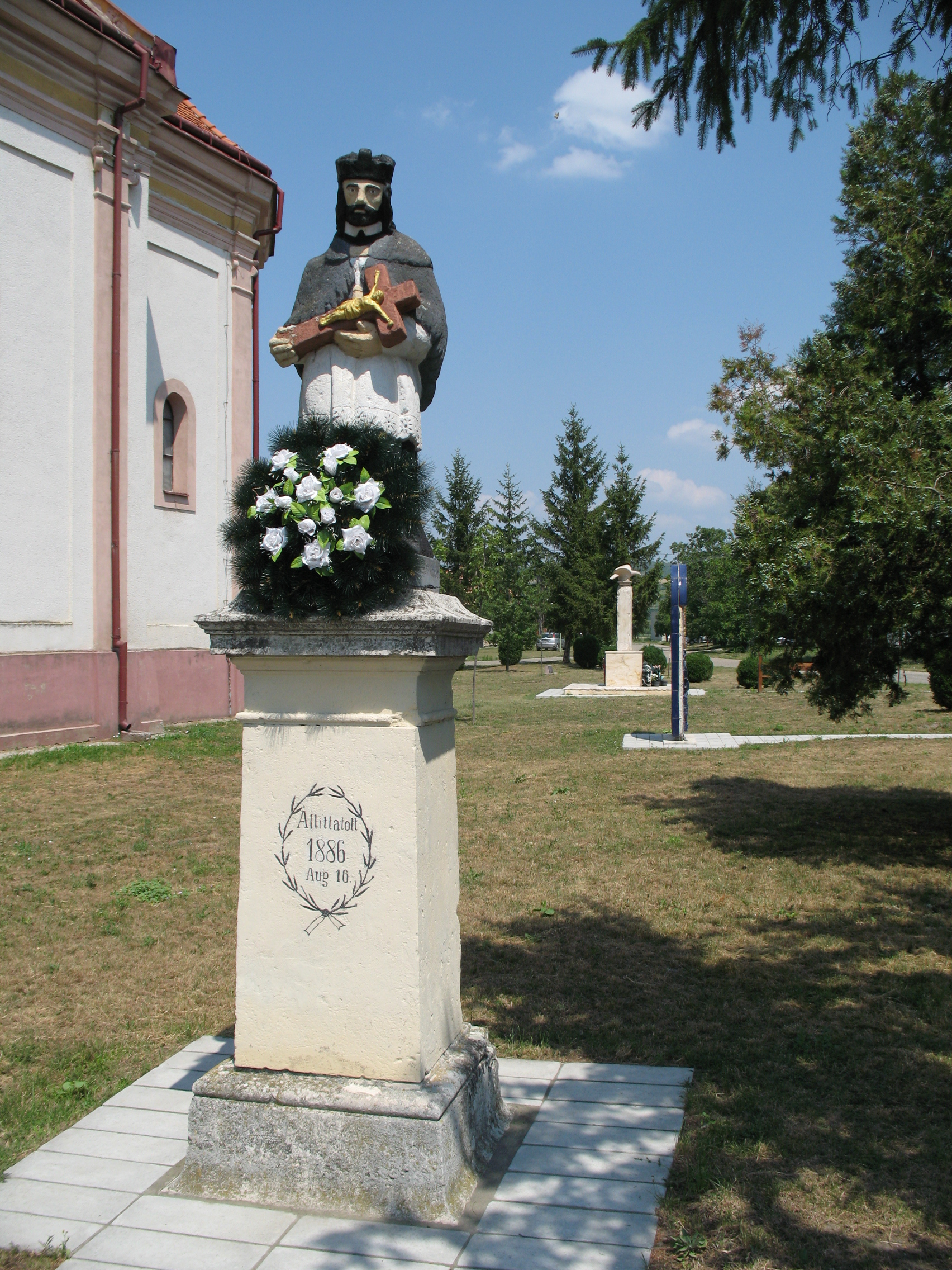
1886-ban állíttatott Nepomuki Szent János szobor
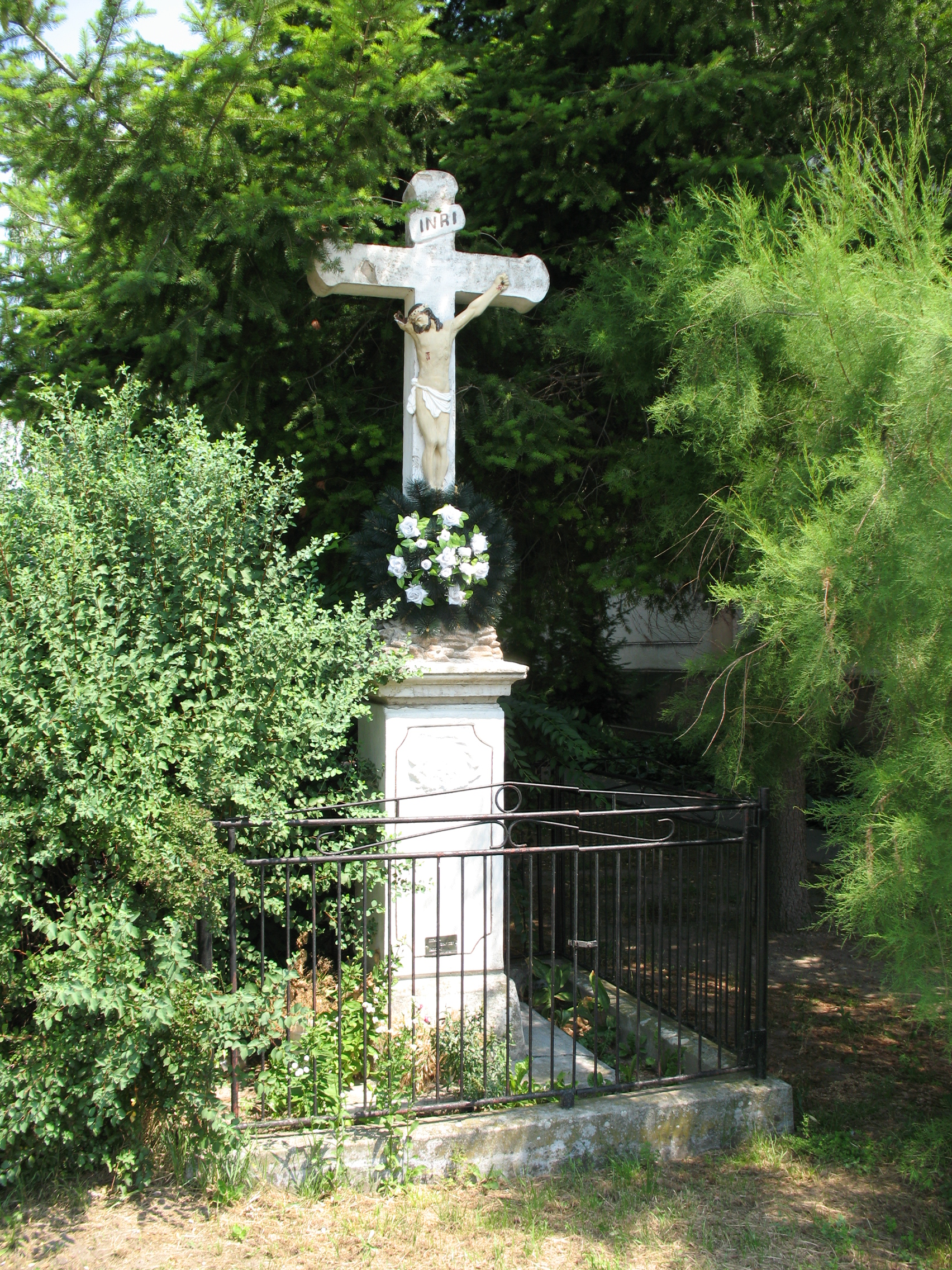
1954-ben a Rózsafüzér Társulat által állíttatott kereszt

## Külső hivatkozások
- Hivatalos oldal
- Községinfó
- A község az Alsó-Garammente honlapján
- E-obce.sk Archiválva 2008. szeptember 20-i dátummal a Wayback Machine-ben
- Magyar Világhíradó, 1938 november: A bevonuló magyar csapatok ünnepélyes fogadása Kőhídgyarmaton